# Стратоника Каппадокийская
Стратоника Каппадокийская (др.-греч. Στρατονίκη) — царевна державы Селевкидов, жившая в III в. до н. э.
По одной из версий Стратоника была дочерью царя Антиоха II Теоса и Лаодики I, и её братьями были Селевк II Каллиник и Антиох Гиеракс, по другой — она приходилась Антиоху Теосу сестрой, что, по мнению Габелко О. К., разрешает ряд противоречий в брачно-династической политике эллинистических держав.
В 260 г. до н. э. Каппадокия отделилась от государства Селевкидов, и её правителем стал Ариарат III, потомок побеждённого и убитого Пердиккой царя Каппадокии Ариарата I. Вначале отношения Ариарата с Селевкидами были враждебными, но в 245 г. до н. э. Антиох Теос выдал Стратонику замуж за Ариарата III. Этот брак заметно укрепил позиции как Селевкидов, получивших надёжного союзника, так и Ариарата III: Каппадокия была признана независимым государством, Ариарат стал её первым правителем, принявшим титул царя (басилевса), а Стратоника — первой царицей государства.
В браке Ариарата и Стратоники родился сын — будущий царь Каппадокии Ариарат IV.